# Vietnám címere

Vietnám címere

Vietnám címere egy vörös színű korong, amelynek alsó részén egy sárga fogaskerék, felső részén pedig egy ötágú sárga csillag található. A korongot két oldalt sárga színű rizsszálakból összeállított koszorú veszi körül, amelyet vörös szalag fog át. A címer alsó részén lévő vörös szalagra az ország nevét írták föl. A jelkép a kínai mintát követi. 